# Louis Cole
 (octobre 2022).
La mise en forme du texte ne suit pas les recommandations de Wikipédia : il faut le « wikifier ».
Les points d'amélioration suivants sont les cas les plus fréquents. Le détail des points à revoir est peut-être précisé sur la page de discussion.
- Les titres sont pré-formatés par le logiciel. Ils ne sont ni en capitales, ni en gras.
- Le texte ne doit pas être écrit en capitales (les noms de famille non plus), ni en gras, ni en italique, ni en « petit »…
- Le gras n'est utilisé que pour surligner le titre de l'article dans l'introduction, une seule fois.
- L'italique est rarement utilisé : mots en langue étrangère, titres d'œuvres, noms de bateaux, etc.
- Les citations ne sont pas en italique mais en corps de texte normal. Elles sont entourées par des guillemets français : « et ».
- Les listes à puces sont à éviter, des paragraphes rédigés étant largement préférés. Les tableaux sont à réserver à la présentation de données structurées (résultats, etc.).
- Les appels de note de bas de page (petits chiffres en exposant, introduits par l'outil «  Source ») sont à placer entre la fin de phrase et le point final[comme ça].
- Les liens internes (vers d'autres articles de Wikipédia) sont à choisir avec parcimonie. Créez des liens vers des articles approfondissant le sujet. Les termes génériques sans rapport avec le sujet sont à éviter, ainsi que les répétitions de liens vers un même terme.
- Les liens externes sont à placer uniquement dans une section « Liens externes », à la fin de l'article. Ces liens sont à choisir avec parcimonie suivant les règles définies. Si un lien sert de source à l'article, son insertion dans le texte est à faire par les notes de bas de page.
- La présentation des références doit suivre les conventions bibliographiques. Il est recommandé d'utiliser les modèles {{Ouvrage}}, {{Chapitre}}, {{Article}}, {{Lien web}} et/ou {{Bibliographie}}. Le mode d'édition visuel peut mettre en forme automatiquement les références.
- Insérer une infobox (cadre d'informations à droite) n'est pas obligatoire pour parachever la mise en page.

Pour une aide détaillée, merci de consulter Aide:Wikification.
Si vous pensez que ces points ont été résolus, vous pouvez retirer ce bandeau et améliorer la mise en forme d'un autre article.
Louis Cole est un multi-instrumentiste et auteur-compositeur-interprète américain, surtout connu pour être le cofondateur du duo électronique / avant-pop / jazz-funk Knower. Il a aussi sorti six albums en solo : Louis Cole (2010), Album 2 (2011), Time (2018), Live Sesh (2019), LIVE 2019 (2020) et Quality Over Opinion (2022). On suppose qu'il est également membre du duo musical d'avant-garde Clown Core.

## Jeunesse et études
Louis Cole est né à Los Angeles dans une famille de musiciens. Son père joue du piano jazz, tandis que sa mère joue de la basse. Cole a quant à lui commencé à jouer de la batterie à l'âge de 8 ans. Il obtient un diplôme de jazz à l'USC Thornton School of Music en 2009. 

## Carrière
Après avoir obtenu son diplôme de l'USC en 2009, Louis Cole a été encouragé par son ami Jack Conte à publier des vidéos musicales sur YouTube, dont une intitulée "Bank Account", qui le montrait en train de chanter, de jouer du clavier et de la batterie. Cette vidéo l'a fait connaître, notamment parce que des célébrités ou de musiciens tels que John Mayer, Charlie Day et Björk l'ont partagée sur les réseaux sociaux. 
Après avoir fait plusieurs autres chansons courtes et les avoir publiées sur YouTube, Louis Cole a voulu se concentrer davantage sur des formats plus longs. Il a cofondé Knower avec une autre diplômée en jazz, Genevieve Artadi. En 2010, il sort à la fois son album solo éponyme et le premier album de Knower. Après avoir sorti son deuxième album solo, il s'est davantage concentré sur Knower, produisant trois autres albums. Dans l'intervalle, il coécrit "Padded Cell" pour l'album 7 de Seal (2015) et, avec Genevieve Artadi, a participé à l'album Family Dinner - Volume 2 de Snarky Puppy. En 2017, il a coécrit deux chansons pour l'album Drunk de Thundercat. Cela l'a conduit à signer un contrat avec le label Brainfeeder de Flying Lotus et à sortir son troisième album solo via ce label en 2018, qui comprend des invités tels que Genevieve Artadi, Thundercat, Dennis Hamm et Brad Mehldau. Louis Cole fait également une apparition sur l'album It Is What It Is (2020) de Thundercat, primé aux Grammy Awards, jouant sur une chanson intitulée "I Love Louis Cole" qui lui est dédiée. 

## Discographie

### Albums solos
- Louis Cole (2010)
- Album 2 (2011)
- Time (2018)
- Live Sesh (2019)
- LIVE 2019 (2020)
- Quality Over Opinion (2022)
- Nothing (2024)

### Avec Knower
- Louis Cole and Genevieve Artadi (2010)
- Think Thoughts (2011)
- Let Go (2013)
- Life (2016)

### Soi-disant avec Clown Core
- Clown Core (2010)
- Toilet (2018)
- Van (2020)
- 1234 (EP - 2021)

### En tant qu'invité
- 7 de Seal (2015)
- Family Dinner - Volume 2 par Snarky Puppy (2016)
- Drunk de Thundercat (2017)
- WILKES de Sam Wilkes (2018)
- Hill Climber de Vulfpeck (2018)
- It Is What It Is par Thundercat (2020)